# Жёлтая муния

Декоративная форма жёлтой амадины

Жёлтая муния, или жёлтая амадина (лат. Lonchura flaviprymna) — птица семейства вьюрковых ткачиков отряда воробьинообразных.

## Описание
У жёлтой мунии вся голова и задняя часть шеи беловато-серые, спина и кроющие крыла каштаново-коричневые, маховые серо-коричневые с каймой каштанового цвета. Надхвостье и верхние кроющие хвоста охристо-желтые. Горло белое, зоб, грудь и брюхо светло-желтые с коричневатым оттенком, который выражен на груди. Нижние кроющие хвоста черные. Глаз темно-коричневый. Клюв и ноги серо-голубые.

## Распространение
Жёлтые мунии обитают в северной и северо-западной частях Австралии, южнее зоны тропических лесов, в глухих травянистых степях и саваннах вблизи болот и водоемов.

## Питание
Жёлтые мунии питаются семенами трав.

## Размножение
Шарообразные гнезда жёлтые мунии устраивают в высокой жесткой траве, в кустарнике или на нижних ветвях деревьев. В качестве строительного материала используют сухие стебли травы и лыко, а внутри гнездо выстилают мягкой травой и небольшим количеством перьев. В кладке обычно от 4 до 6 яиц.